# فراموشم نکن تورا-سان
فراموشم نکن تورا-سان (انگلیسی: Tora-san's Forget Me Not) یک فیلم کمدی ژاپنی محصول ۱۹۷۳ به کارگردانی یوجی یامادا است. این فیلم یازدهمین فیلم از مجموعه محبوب و طولانی‌مدت اوتوکو وا تسورای یو است. کیوشی آتسومی در نقش «توراجیرو کوروما» (تورا-سان) و روریکو آسائوکا در این فیلم به عنوان «علاقه عشقی توراسان» («مدونا») با نام «لی لی» ظاهر می‌شود.

## ارزیابی انتقادی
یوجی یامادا جایزه بهترین کارگردانی جایزه فیلم ماینیچی را برای کارش در «فراموش نکن تورا سان» دریافت کرد. در این مراسم یامادا، آکیرا میازاکی و یوشیتاکا آساما نیز جایزه بهترین فیلمنامه را دریافت کردند. سایت آلمانی زبان molodezhnaja به «فراموش نکن تورا سان» سه و نیم ستاره از پنج ستاره می‌دهد.

## کتابشناسی

### انگلیسی
- "OTOKO WA TSURAI YO TORAJIRO WASURENAGUSA (1973)". British Film Institute. Archived from the original on 2012-10-17. Retrieved 2010-01-18.
- "OTOKO WA TSURAIYO -TORAJIRO WASURENA-GUSA". Complete Index to World Film. Retrieved 2010-01-18.
- Otoko wa tsurai yo: Torajiro wasurenagusa (1973) در بانک اطلاعات اینترنتی فیلم‌ها (IMDb)

### آلمانی
- "Tora-San's Forget Me Not" (به آلمانی). www.molodezhnaja.ch. Retrieved 2010-01-18.

### ژاپنی
- 男はつらいよ 寅次郎忘れな草(1973) (به ژاپنی). allcinema.net. Retrieved 2010-01-18.
- "男はつらいよ 寅次郎忘れな草". Japanese Cinema Database (Agency for Cultural Affairs). Archived from the original on 2012-02-26. Retrieved 2010-01-18.
- 男はつらいよ 寅次郎忘れな草 (به ژاپنی). Japanese Movie Database. Retrieved 2010-01-18.
- 男はつらいよ 寅次郎忘れな草 (به ژاپنی). Kinema Junpo. Archived from the original on 2012-03-09. Retrieved 2010-01-18.

## پیوند خارجی
- Tora-san's Forget Me Not at www.tora-san.jp (official site)